# Hadena acanthus
Hadena acanthus är en fjärilsart som beskrevs av Herrich-Schäffer 1869. Hadena acanthus ingår i släktet Hadena och familjen nattflyn. Inga underarter finns listade i Catalogue of Life.